# Benzonatate
Le benzonatate est un médicament utilisé pour soulager les symptômes de la toux et du hoquet,. Il est pris par voie orale. L'utilisation est déconseillé chez les enfants de moins de dix ans. Les effets commencent généralement dans les 20 minutes suivant et durent jusqu'à huit heures,.
Il agit en engourdissant les récepteurs d'étirement dans les poumons et en supprimant le réflexe tussigène dans le cerveau.
Les effets secondaires comprennent la somnolence, les étourdissements, les maux de tête, les maux d'estomac, les éruptions cutanées, les hallucinations ou les réactions allergiques . Des doses excessives peuvent provoquer des convulsions, un rythme cardiaque irrégulier et la mort. Mâcher ou sucer la capsule peut entraîner un laryngospasme, un bronchospasme et un collapsus circulatoire. L'innocuité pendant la grossesse ou l'allaitement n'est pas encore établie. 
L'utilisation de benzonatate a été approuvée à des fins médicales aux États-Unis en 1958. Il est disponible en tant que médicament générique. Aux États-Unis, le prix de gros est d'environ 0,12 d'USD pour 100 dose de mg. Il n'est pas disponible dans de nombreux pays. En 2017, c'était le 148e médicament le plus couramment prescrit aux États-Unis, avec plus de quatre millions d'ordonnances,.